# Kanton Macouria
Kanton Macouria is een kanton van het Franse departement Frans-Guyana. Kanton Macouria maakt deel uit van het arrondissement Cayenne en telt 8.191 inwoners (2007).

## Gemeenten
Het kanton Macouria omvat de volgende gemeente:
- Macouria